# Референдум про незалежність Грузії (1991)
Референдум щодо незалежності Грузії відбувся в Грузинській РСР 31 березня 1991 року. На ньому 99,5 % грузинів висловились за незалежність Грузії.

## Передумови
Референдум було санкціонований Верховною Радою Грузинської РСР, яка була обрана на перших багатопартійних виборах, що відбулися в жовтні 1990 року, на яких впевнену перемогу отримав виборчий блок «Круглий Стіл — Вільна Грузія» на чолі з радянським дисидентом Звіадом Гамсахурдією. Грузія бойкотувала всесоюзний референдум про збереження СРСР та не брала участь в перемовинах про новий союзний договір 17 березня 1991 року. Грузія стала четвертою радянською республікою після трьох країн Балтії (Литви 9 лютого 1991 року, Латвії та Естонії 3 березня 1991 року), яка організувала референдум з питання незалежності.
Питання для референдуму було сформульоване так: «Чи підтримуєте ви відновлення незалежності Грузії відповідно до Акту проголошення незалежності Грузії від 26 травня 1918 року?». За офіційними результатами понад 99 % учасників референдуму проголосували «за», при явці у 90,6 %. Через існуючу тоді етнічну ворожнечу, референдум був в основному бойкотований негрузинським населенням Абхазії та Південної Осетії.
Через чотири дні після оголошення остаточних результатів референдуму, Верховна Рада Грузинської РСР одноголосно ухвалила декларацію незалежності у день другої річниці розгону мирних протестів радянською армією у Тбілісі 9 квітня 1989 року.
Референдум збігся в часі з приватним візитом колишнього Президента США Річарда Ніксона, який відвідав кілька виборчих дільниць в Тбілісі, перед від'їздом до Москви пізніше того ж дня.

## Результати
| Вибір             | Голоси    | %    |
| ----------------- | --------- | ---- |
| «За»              | 3 295 493 | 99,5 |
| «Проти»           | 16 917    | 0,5  |
| Недійсні бюлетені | 13 690    | —    |
| Всього            | 3 326 100 | 100  |